# Buffy Dee
Buffy Dee, nome d'arte di Anthony DeSantolo (Middletown, 15 settembre 1923 – Middletown, novembre 1995), è stato un attore, cabarettista e batterista statunitense.

## Biografia
Di origine italiana, è noto per le sue partecipazioni a fianco di Bud Spencer e Terence Hill in Nati con la camicia, Miami Supercops (I poliziotti dell'8ª strada), Superfantagenio, Poliziotto superpiù e nella serie tv Detective Extralarge, nell'episodio Pioggia di diamanti. L'ultima apparizione in una produzione italiana risale al 1991 con un cameo nella serie televisiva Classe di ferro, diretta da Bruno Corbucci, nella quale Buffy Dee interpreta il direttore di una casa di riposo in Florida. Muore a Middletown all'età di 72 anni per un cancro ai polmoni.

## Filmografia

### Cinema
- I diamanti dell'ispettore Klute (Lady Ice), regia di Tom Gries (1973)
- La gemma indiana (Murph the Surf), regia di Marvin J. Chomsky (1975)
- Una valigia piena di dollari (Peeper), regia di Peter Hyams (1976)
- Mako - Lo squalo della morte (Mako: The Jaws of Death), regia di William Grefe (1976)
- Bentornato, picchiatello! (Hardly Working), regia di Jerry Lewis (1980)
- Poliziotto superpiù, regia di Sergio Corbucci (1980)
- Nati con la camicia, regia di E.B. Clucher (1983)
- Miami Supercops (I poliziotti dell'8ª strada), regia di Bruno Corbucci (1985)
- Superfantagenio, regia di Bruno Corbucci (1986)
- Un tassinaro a New York, regia di Alberto Sordi (1987)

### Televisione
- Kojak – serie TV, episodio 2x12 (1974)
- Classe di ferro – serie TV, episodio 2x04 (1991)
- Detective Extralarge – serie TV, episodio 2x03 (1993)

## Doppiatori italiani
- Vinicio Sofia in Poliziotto superpiù
- Alessandro Sperlì in Nati con la camicia
- Renato Cortesi in Miami Supercops (I poliziotti dell'8ª strada)
- Diego Michelotti in Superfantagenio
- Renato Mori in Detective Extralarge